# Divisione No. 5 (Alberta)
La Divisione No. 5 è una divisione censuaria dell'Alberta, Canada di 51 104 abitanti, che ha come capoluogo Drumheller e Strathmore.

## Comunità
- Paesi
  - Drumheller
  - Strathmore
  - Three Hills
  - Trochu
  - Vulcan

- Villaggi
  - Acme
  - Arrowwood
  - Carbon
  - Carmangay
  - Champion
  - Delia
  - Hussar
  - Linden
  - Lomond
  - Milo
  - Morrin
  - Munson
  - Rockyford
  - Standard

- Frazioni
  - Carseland
  - Chancellor
  - Cheadle
  - East Coulee
  - Gleichen
  - Huxley
  - Rosebud
  - Rosedale
  - Torrington
  - Wimborne

- Distretti Municipali
  - Kneehill County (Alberta)
  - Starland County (Alberta)

- Municipalità di contea
  - Vulcan County (Alberta)
  - Wheatland County (Alberta)

- Riserve
  - Siksika 146